# Таргіонія підлиста
Таргіонія підлиста (Targionia hypophylla) — вид печіночників родини таргіонієвих (Targioniaceae).

## Поширення
Зареєстрований у Європі, Макаронезії, Африці, Мадагаскарі, Азії, Австралії й Новій Зеландії, Північній Америці, Південній Америці.